# Копальня Сересо-де-Ріо-Тірон
Копальня Сересо-де-Ріо-Тірон (Cerezo de Río Tirón) — виробничий майданчик в Іспанії, який здійснює видобуток сульфату натрію.
Розробку покладів глаубериту в Сересо-де-Ріо-Тірон почали ще в середині 19 століття, при цьому використовували підземний спосіб.
У 1955-му права на розробку перейшли до Compañía Minera Río Tirón, що дала початок групі Criaderos Minerales y Derivados (CRIMIDESA).
Наразі розробку провадять відкритим способом. Розкривні роботи дозволили дістатись глауберитового шару, на поверхні якого облаштовано ставки для розчинення цієї породи. Далі розсіл подається до цеху випаровування, де отримують товарний продукт.
Копальня Сересо-де-Ріо-Тірон традиційно найпотужніше підприємство з видобутку сульфату натрію в Іспанії. У першій половині 1990-х її річна потужність рахувалась як 300 тисяч тонн сульфату натрію чистотою 99,6 %. Наразі майданчик може виробляти 700 тисяч тонн на рік, а близько 95 % продукції відправляється на експорт.
Можливо відзначити, що менш ніж за десяток кілометрів від копальні Сересо-де-Ріо-Тірон працює належна іншій компанії копальня Белорадо, що також видобуває сульфат натрію.